# Maʿale HaChamischa
Maʿale HaChamischa (hebräisch מַעֲלֵה הַחֲמִישָּׁה Maʿaleh ha-Chamīschah, englisch Maʿale HaHamisha) ist ein Kibbuz in Israel. Er gehört zur Regionalverwaltung Mateh Jehuda, die im Bezirk Jerusalem liegt. Der Kibbuz im Judäischen Bergland wurde 1938 von Mitgliedern der zionistischen Jugendbewegung Gordonia gegründet. Hermann Maas schildert die Lebensverhältnisse im Jahr 1953, als sich im Kibbuz ein Heim für neueingewanderte jüdische Waisenkinder befand.
Maʿale HaChamischa zählte 2018 insgesamt 769 Einwohner .

## Name
Der hebräische Name des Kibbuz bedeutet „Steige der Fünf“. Er erinnert an fünf junge Siedler, die unweit von Maʿale HaChamischa im November 1937 in einen Hinterhalt geraten und von Arabern getötet worden waren. Diese waren:
- Aharon Ulaischewski (hebräisch אהרון אולישבסקי)[4]
- Arje Mordechowitz (hebräisch אריה מורדכוביץ)[5]
- Jehoschua Pochowski (hebräisch יהושע פוחובסקי)[6]
- Itzchak Migdal (hebräisch יצחק מגדל)[7]
- Mosche Bar Giora (hebräisch משה בר גיורא)[8]